# Slag om Fort Brooke
De Slag om Fort Brooke vond plaats tussen 16 oktober en 18 oktober 1863 bij Tampa, Florida tijdens de Amerikaanse Burgeroorlog.
Twee Noordelijke schepen, de USS Tahoma en de USS Adela bombardeerden op 16 oktober 1863 Fort Brooke om de aandacht af te leiden van de landing van troepen onder leiding van T.R. Harris bij Ballast Point. Daar marcheerden de gelande troepen 20 km naar de Hillsborough River waar ze verschillende Zuidelijke stoomschepen veroverden. De Scottish Chief en de Kate Dale werden veroverd. De A.B. Noyes werd door de Zuidelijken zelf vernietigd om niet in vijandelijke handen te vallen.
Op de terugweg werd Harris’s eenheid verrast door een verrassingsaanval van een detachement van het garnizoen van het fort.